# Star Wars : Les Aventures des petits Jedi
Tales of the Jedi Ahsoka
Star Wars : Les Aventures des petits Jedi (anglais : Star Wars: Young Jedi Adventures) est une série d'animation américaine créée pour le service de streaming Disney+ et le réseau de chaînes Disney Junior. Elle fait partie de la franchise Star Wars et suit les aventures d'un groupe de jeunes apprentis Jedi à l'époque de la Haute République. La série est produite par Lucasfilm Animation et Wild Canary Animation, avec Michael Olson en tant que showrunner et Elliot Bour en tant que chef-animateur. Il s'agit de la première série d'animation Star Wars destinée au jeune public.

## Épisodes
À l'international, la série diffuse d'abord sur Disney Junior et Disney+ depuis le 4 mai 2023, puis régulièrement en France sur Disney Channel et enfin depuis le 4 mai 2024 sur Gulli. 

### Saison 1 (2023-2024)
1. Les petits Jedi / Graines mystères (The Young Jedi/Yoda's Mission)
2. Nash est dans la course / Le vaisseau perdu (Nash's Race Day/The Lost Jedi Ship)
3. Le rhume de Nubs / Le géant de ferraille (Get Well Nubs/The Junk Gian)
4. Sauvetage en montagne / Les droïdes attaquent (Lys and the Snowy Mountain Rescue/Attack of the Training Droids)
5. Le festival des confi-fruits / Safari sur Yamradi (The Jellyfruit Pursuit/Creature Safari)
6. Pilotes en herbe / Forêt en danger (Squadron/Forest Defenders)
7. La voie du Jedi / À la recherche du Kibbin (The Jedi and the Thief/The Missing Kibbin)
8. La fille et le Gargantua / C'est l'heure du spectacle (The Girl and Her Gargantua/The Show Must Go On)
9. Un cadeau royal / Quelle journée (The Princess and the Jedi/Kai's Bad Day)
10. La journée du partage / Menace bougonne (Visitor's Day/The Growing Green Danger)
11. Les Ganguls / Les œufs du chaos (The Ganguls/Bad Eggs)
12. Une mission qui déraille / Les voleurs de Tharnaka (Off the Rails/The Thieves of Tharnaka)
13. Arbre en danger / Primes et famille (Tree Troubles/Big Brother's Bounty)
14. À la recherche du carbocanin / Aventure de créature (Charhound Chase/Creature Comforts)
15. Une aventure avec Yoda / Le vol de la Griffe de Fer (An Adventure with Yoda/The Talon Takeover)
16. Le mystère de la mine d'Opales / La rivalité (Mystery of the Opal Cave/Clash)
17. Opération sauvetage / La décharge hantée (Stuck in the Muck/Junkyard Sleepover)
18. Avec le vent / La fête de la récolte (The Great Leaf Glide/The Harvest Feast)
19. L'orbe de la vie / Raxlo contre-attaque (Life Day/Raxlo Strikes Back)
20. Séisme / À vol d'oiseau (AfterShock/Feather Frenzy)
21. L'aventure à deux / Bon voyage, Nubs (Best Friends/Happy Trails, Nubs)
22. Sauvez les flèches / Les voleurs d'artefacts (The Tale of the Short Spire/The Team Up)
23. La grotte de Batuu / La règle des ferrailleurs (The Caves of Batuu/Finders Keepers)
24. Le salon du vaisseau / Livraison express (The Starship Show/Nash's Super Busy Day)
25. Le Prince et le Pirate (The Prince and the Pirate)

### Saison 2 (2024-2025)
1. Héros et costauds / Jedi ou Pirate (Heroes and Hotshots/A Jedi or a Pirate)
2. De l'honneur chez les voleurs / Une grande découverte (The Rustler Roundup/A New Discovery)
3. Le Gangul du Pirate / Secret de Princesse (A Pirate's Pet/The Secret Ship)
4. L'erreur de Nubs / Sauvetage de Jedi (Nubs' Big Mistake/The Jedi Rescue)
5. La terreur de Tenoo / Le Prince aux cent visages (Terror of Tenoo/The Prince of Masks)
6. Sauvetage musical / Déracinée (Battle for the Band/Uprooted)
7. Nouveaux cristaux et invités royaux / Le parcours des anciens (Mine and Ours/The Andraven Circuit)
8. La quête des gigancourges / Les toiles du Roi (The Great Gomgourd Quest/A Sticky Situation)
9. Le jour de la vie / Le trésor perdu de Tenoo (The Missing Life Day Feast/The Lost Treasure of Tanoo)
10. L'Aklyrr bleu / Le sabre laser de Lys (The Wild Aklyrr/Lys' Lost Lightsaber)
11. Évasion de la Tour Yarrum / Le Jetpack de Maz Kanata (Tower Run/The Jumping Jetpack)
12. Double jeu (Unmasked)
13. Tout comme Wes / Raxlo le héros (Just Like Wes/Raxlo to the Rescue)
14. Vive la Moissonneuse ! / La disparition du droïde (The Helpful Harvester/Lost Little Droid)
15. Le Grand Tour de Tenoo / Attaque au temple Jedi (Tenoo's Fastest/Home Sweet Temple)
16. Un braconnage de haut vol / Mission accélérateur (The Firehawk Feud/The Chop Shop Calamity)
17. Petit Nubs deviendra grand / Duel de chasseurs (Big Pooba Problems/Best Bounty Buddies)
18. Le gardien du temple Jedi / Un mal pour un bien (The Rainy Day Beast/Upgraded)
19. Périple dans les marnes de Bracca / À la recherche des dunnels disparues (Journey to the Bracca Badlands/The Search for the Missing Dunnels)
20. Échec de livraison / Mission et confusion (The Spaceport Setback/The Mission Mixup)
21. Il faut sauver maître Yoda / La chasse aux fossiles (Yoda Rescue/Fossil Hunt)
22. Une mission mémorable / Le chasseur de primes et la voleuse (A Mission to Remember/The Bounty Hunter and the Thief)
23. La bataille de Tenoo (The Battle of Tenoo)